# Turiec a Blatnický potok
Turiec a Blatnický potok este o arie protejată (arie specială de conservare — SAC, sit de importanță comunitară — SCI) din Slovacia întinsă pe o suprafață de 264,19 ha, integral pe uscat.

## Localizare
Centrul sitului Turiec a Blatnický potok este situat la coordonatele 48°55′50″N 18°50′52″E / 48.930513°N 18.84784°E.

## Înființare
Situl Turiec a Blatnický potok a fost declarat sit de importanță comunitară în aprilie 2004 pentru a proteja 18 specii de animale. Situl a fost protejat și ca arie specială de conservare în martie 2004.

## Biodiversitate
Situată în ecoregiunea alpină, aria protejată conține 9 habitate naturale: Mlaștini alcaline, Cursuri de apă de la nivel de câmpie la nivel montan, cu vegetație Ranunculion fluitantis și Callitricho-Batrachion, Izvoare petrifiante cu formare de travertin (Cratoneurion), Liziere de ierburi înalte hidrofile de câmpie și de nivel montan până la alpin, Fânețe de joasă altitudine (Alopecurus pratensis, Sanguisorba officinalis), Lacuri eutrofice naturale cu vegetație de tip Magnopotamion sau Hydrocharition, Râuri cu maluri nămoloase cu vegetație de Chenopodion rubri p.p. și Bidention p.p., Pajiști uscate seminaturale și facies de acoperire cu tufișuri pe substraturi calcaroase (Festuco-Brometalia) (* situri importante pentru orhidee), Păduri aluvionare cu Alnus glutinosa și Fraxinus excelsior (Alno-Padion, Alnion incanae, Salicion albae).
La baza desemnării sitului se află mai multe specii protejate:
- amfibieni (2): izvoraș-cu-burta-galbenă (Bombina variegata), triton cu creastă (Triturus cristatus)
- mamifere (4): vidră de râu (Lutra lutra), liliac cărămiziu (Myotis emarginatus), liliac comun (Myotis myotis), liliacul mic cu potcoavă (Rhinolophus hipposideros)
- nevertebrate (7): Carabus variolosus, Euplagia quadripunctaria, fluturele purpuriu (Lycaena dispar), phengaris nausithous (Maculinea nausithous), Maculinea teleius, Ophiogomphus cecilia, Unio crassus
- pești (5): zvârluga (Cobitis taenia), zglăvoacă (Cottus gobio), Eudontomyzon mariae, lostriță (Hucho hucho), fusar (Zingel streber)

Pe lângă speciile protejate, pe teritoriul sitului au mai fost identificate 35 de specii de plante, 6 specii de amfibieni, 8 specii de mamifere, 1 specie de nevertebrate, 1 specie de pești, 3 specii de reptile.